# Kálmán Sóvári
Kálmán Sóvári (21 de dezembro de 1940 – 16 de dezembro de 2020) foi um ex-futebolista húngaro, que atuava como defensor.

## Carreira
Kálmán Sóvári fez parte do elenco da Seleção Húngara de Futebol, na Copa do Mundo de 1962.